# Andrea Maccoppi
Andrea Maccoppi (* 22. Januar 1987 in Mailand) ist ein italienischer Fußballspieler, der aktuell als Mittelfeldspieler beim FC Chiasso unter Vertrag steht.

## Karriere
Maccoppi begann in seiner Jugend bei Piacenza Calcio, wurde aber 2006 bereits nach Calcio Lecco und von dort aus nach Varese Calcio verkauft. 2008 kehrte er zurück zu Piacenza Calcio, wo er zunächst wieder in der Jugendabteilung zu finden war. Ein halbes Jahr später rückte er in die erste Mannschaft, wo er aber keiner der Stammspieler war. In zwei Jahren bei dem damaligen italienischen Zweitligisten kam er nur auf drei Ligaspiele. In der Saison 2008/09 spielte Maccoppi auf Leihbasis für den AS Pizzighettone. 2010 wechselte er zum FC Locarno in die Schweiz. Dort war er absoluter Stammspieler und kam in der ersten Saison auf 27 von 30 möglichen Einsätzen. 2011/12 waren es genauso viele. Nur diese Saison schoss Maccoppi ein Tor. Es war sein erstes Profitor, er schoss es am 20. November 2011 gegen den FC Wil zum 0:2-Zwischenstand (Endstand: 1:2). 2012 wechselte er zum liechtensteinischen, in der Schweizer Challenge League spielenden FC Vaduz, mit dem er zweimal den Liechtensteiner Cup gewann. Insgesamt kam er in 41 Ligaspielen für den FC Vaduz zum Einsatz. Dabei konnte er drei Tore erzielen. 2014 unterschrieb er beim FC Chiasso. Hier spielte er in 60 Ligaspielen. In der ersten Saison kam er auf 29 Einsätze, in der zweiten auf 31. Die vielen Einsätze kamen zustande, da die Challenge League ab sofort 36 anstatt 30 Spieltage hatte. Außerdem schaffte Maccoppi es, ein Tor im Dress der Südschweizer zu erzielen. 2016 verpflichtete der FC Lausanne-Sport den damals 29-jährigen. In der ersten Saison dort, kam er nicht allzu oft zum Einsatz. In der Saison darauf spielte er etwas mehr. 2018 folgte dann der Wechsel aus der Super League zurück in die Challenge League. Dort spielte er für den Servette FC. Dort integrierte er sich sehr gut und wurde zu einem der Stammspieler. Nach dem Aufstieg in die Super League jedoch war er alles andere als gesetzt im zentralen Mittelfeld. Im Sommer 2020 wurde er schließlich an seinen Ex-Verein FC Chiasso verliehen. In der Saison 2020/21 spielte er 28 Mal und traf einmal in der Liga. Nach Ablauf der Leihe wurde er vom Absteiger fest verpflichtet und spielt fortan in der dritten Schweizer Liga.

## Erfolge
- Sieger des Liechtensteiner Cups: 2013, 2014